# Ved Kongens Bord
Ved Kongens Bord (Brasil: Na Mesa do Rei [carece de fontes?]) é uma minissérie norueguesa de 2005 estrelada por Anneke von der Lippe e Dennis Storhøi. A série estreou no canal NRK em 28 de fevereiro de 2005.

## Enredo
Tove Steen (Anneke von der Lippe) torna-se a nova ministra da Saúde da Noruega após o ex-ministro morrer misteriosamente em uma viagem de negócios a Rússia. A transição para a vida política é um fardo difícil a si mesma e para sua família.

## Elenco
- Anneke von der Lippe – Tove Steen
- Dennis Storhøi – Arvid Gunnerud
- Kim Haugen – Jørgen Gran
- Sven Nordin – Harald Dahl
- Lasse Kolsrud – Derek Thomassen
- Lasse Lindtner – Einar Tangen
- Gisken Armand – Ingunn Dahl
- Nils Ole Oftebro – Tor Olav Jonsrud
- Birgitte Victoria Svendsen – Bjørg Larsen
- Stig Henrik Hoff – Odd Buene
- Kim Sørensen – Morten Lindvik
- Tone Danielsen – Anne Nystøen
- Oda Solberg – Sigrid Steen Gunnerud
- Janne Langaas – Politiinspektør Kviberg
- Line Verndal – Oda Hagen